# Mi-anhada, saranghanda
Mi-anhada, saranghanda (hangeul: 미안하다, 사랑한다, lett. Scusa, ti amo; titolo internazionale I'm Sorry, I Love You) è una serie televisiva sudcoreana trasmessa su KBS2 dal 8 novembre al 28 dicembre 2004.

## Trama
Cha Moo-hyuk, abbandonato dai suoi genitori quando era piccolo e adottato da una coppia in Australia, decide di lasciare la casa dove è cresciuto perché non riesce a sopportare oltre i maltrattamenti, e diventa un borseggiatore che rapina i turisti. Un giorno, Moo-hyuk viene invitato al matrimonio della sua ex fidanzata, ma viene colpito alla testa da due proiettili quando qualcuno cerca di uccidere il neo-sposo. Il dottore che lo opera riesce a togliere solo uno dei proiettili perché l'altro è troppo in profondità. A Moo-hyuk rimane, quindi, solo un anno di vita, e la sua ex, preda dei sensi di colpa, gli dà del denaro affinché torni in Corea alla ricerca dei suoi genitori naturali. Nella madrepatria, Moo-hyuk scopre che sua madre è la famosa attrice Audrey e che ha un figlio, Choi Yoon, un famoso cantante: pieno di rabbia, diventa il manager di Yoon per vendicarsi, e intanto s'innamora di Song Eun-chae, costumista e amica d'infanzia di Yoon, al quale lei non è mai riuscita a confessare il suo amore.

## Personaggi
- Cha Moo-hyuk, interpretato da So Ji-sub.
- Song Eun-chae, interpretata da Im Soo-jung.
- Choi Yoon, interpretato da Jung Kyung-ho.
- Oh Deul-hee "Audrey"/Jo Mal-bok, interpretata da Lee Hye-young.
- Kang Min-joo, interpretata da Seo Ji-young.
- Yoon Seo-kyung, interpretata da Jeon Hye-jin.
- Min Hyun-seok, interpretato da Shin Goo.
- Song Dae-cheon, interpretato da Lee Young-ha.
- Kim Gal-chi, interpretato da Park Gun-tae.
- Jang Hye-sook, interpretata da Kim Hye-ok.
- Song Sook-chae, interpretata da Ok Ji-young.
- Song Min-chae, interpretata da Jung Hwa-young.
- Moon Ji-young, interpretata da Choi Yeo-jin.
- Assassino, interpretato da David No.

## Ascolti
| Episodio | Data di trasmissione | Dati TNSM                  | Dati TNSM           |
| Episodio | Data di trasmissione | Area metropolitana di Seul | A livello nazionale |
| -------- | -------------------- | -------------------------- | ------------------- |
| 1        | 8 novembre 2006      | 16,6%                      | 16,1%               |
| 2        | 9 novembre 2006      | 16,7%                      | 16,1%               |
| 3        | 15 novembre 2006     | 19,3%                      | 18,5%               |
| 4        | 16 novembre 2006     | 17,1%                      | 16,9%               |
| 5        | 22 novembre 2006     | 19,3%                      | 19,8%               |
| 6        | 23 novembre 2006     | 17,7%                      | 18,5%               |
| 7        | 29 novembre 2006     | 15,4%                      | 16,5%               |
| 8        | 30 novembre 2006     | 15,3%                      | 17,0%               |
| 9        | 6 dicembre 2006      | 17,5%                      | 18,2%               |
| 10       | 7 dicembre 2006      | 19,6%                      | 20,1%               |
| 11       | 13 dicembre 2006     | 20,3%                      | 20,3%               |
| 12       | 14 dicembre 2006     | 22,5%                      | 21,7%               |
| 13       | 20 dicembre 2006     | 22,7%                      | 23,2%               |
| 14       | 21 dicembre 2006     | 27,4%                      | 27,1%               |
| 15       | 27 dicembre 2006     | 25,7%                      | 25,6%               |
| 16       | 28 dicembre 2006     | 28,6%                      | 29,2%               |
| Media    | Media                | 20,3%                      | 20,1%               |

## Colonna sonora
Parte 1
1. Intro
2. Snow Flower (눈의 꽃) – Park Hyo-shin
3. The First Time (처음 그대로) – Jung Jae-wook
4. Someone Lives in My Heart (가슴에 누가 살아요) – J
5. One Day Has Passed (하루가 지나고) – Bada
6. Please Go Back (돌아가줘) – Jung Jae-wook
7. Giant (거인) – J
8. Flying Without Wings – Westlife
9. Precious Person (소중한 사람) – Kim Sung-pil
10. Erased Memories (지워진 기억) – Lee So-jung
11. Wherever You Will Go – The Calling
12. The First Time (Inst.) (처음 그대로)
13. One Day Has Passed (Inst.) (하루가 지나고)
14. Snow Flower (눈의 꽃)
15. Outro

Parte 2
1. Main Title – Choi Sung-wook
2. Eun-chae & Moo-hyuk's First Kiss (은채 & 무혁 첫키스) – Im Soo-jung
3. Snow Flower (Acoustic Ver.) (눈의 꽃) – Seo Young-eun
4. Melbourne Street (멜버른 거리에서) – Kim Seon-kyung
5. Last Choice (마지막 선택) – Kkim Seon-kyung
6. Yoon, I'm Fine. - Eun-chae Narrative (윤아, 괜찮아. - 은채 Narrative) – Im Soo-jung
7. Precious Person (소중한 사람) – Jung Kyung-ho
8. Son and Mum (아들과 엄마) – Choi Sung-wook
9. Heathen (이방인) – Kim Seon-kyung
10. Moo-hyuk's Prayer (무혁의 기도) – Kim Seon-kyung
11. I Promise You. - Moo-hyuk Narrative (나 당신에게 약속합니다. - 무혁 Narrative) – So Ji-sub
12. Snow Flower (Acoustic Ver.) (Inst.) (눈의 꽃)
13. Fate (운명) – Kim Seon-kyung
14. Truth (진실) – Kim Seon-kyung
15. Eun-chae's Room (은채의 방) – Kim Seon-kyung
16. Eun-chae's Confession - Eun-chae Narrative (은채의 고백 - 은채 Narrative) – Im Soo-jung
17. Crush (설레임) – Kim Seon-kyung
18. Mum's Photo (엄마의 사진) – Nakamura Yuriko
19. Talk to Me – Machan
20. Hidden Years (가려진 세월) – Nakamura Yuriko

## Riconoscimenti
| Anno | Premio                     | Categoria                        | Ricevente               | Risultato       |
| ---- | -------------------------- | -------------------------------- | ----------------------- | --------------- |
| 2004 | KBS Drama Awards           | Premio all'eccellenza, attore    | So Ji-sub               | Vincitore/trice |
| 2004 | KBS Drama Awards           | Miglior nuova attrice            | Im Soo-jung             | Vincitore/trice |
| 2004 | KBS Drama Awards           | Miglior attore bambino           | Park Gun-tae            | Vincitore/trice |
| 2004 | KBS Drama Awards           | Premio degli internauti, attore  | So Ji-sub               | Vincitore/trice |
| 2004 | KBS Drama Awards           | Premio degli internauti, attrice | Im Soo-jung             | Vincitore/trice |
| 2004 | KBS Drama Awards           | Premio popolarità, attore        | So Ji-sub               | Vincitore/trice |
| 2004 | KBS Drama Awards           | Premio popolarità, attrice       | Im Soo-jung             | Vincitore/trice |
| 2004 | KBS Drama Awards           | Premio miglior coppia            | So Ji-sub e Im Soo-jung | Vincitore/trice |
| 2005 | Baeksang Arts Awards       | Miglior drama televisivo         |                         | Vincitore/trice |
| 2005 | Baeksang Arts Awards       | Miglior attore (TV)              | So Ji-sub               | Vincitore/trice |
| 2005 | Baeksang Arts Awards       | Miglior nuova attrice (TV)       | Im Soo-jung             | Candidato/a     |
| 2005 | Baeksang Arts Awards       | Attore più popolare (TV)         | So Ji-sub               | Candidato/a     |
| 2005 | Baeksang Arts Awards       | Attrice più popolare (TV)        | Im Soo-jung             | Candidato/a     |
| 2005 | Korean Broadcasting Awards | Miglior drama                    |                         | Vincitore/trice |

## Distribuzioni internazionali
| Paese     | Canale/i             | Prima TV                 | Titolo adottato                  |
| --------- | -------------------- | ------------------------ | -------------------------------- |
| Taiwan    | STAR Chinese Channel | 23 maggio-22 giugno 2005 | 對不起，我愛你 (Scusa, ti amo)   |
| Giappone  | TV Tokyo             | 17 maggio 2006-?         | ごめん、愛してる (Scusa, ti amo) |
| Filippine | QTV                  | luglio 2006-?            |                                  |

## Adattamenti
La G&G Entertainment ha realizzato, nel giugno 2006, una versione animata del drama lunga 35 minuti, intitolata Sorry I Love You - Between of One Year e formata dai punti salienti del drama e da nuove scene ambientate nell'anno tra la morte di Moo-hyuk e il suicidio di Eun-chae. Il copione è stato supervisionato dallo sceneggiatore della serie televisiva, Lee Kyung-hee. Il cartone è uscito in DVD il 6 febbraio 2008.
In Turchia è stato realizzato un remake, intitolato Bir Aşk Hikayesi, in onda su Fox TV dal 26 marzo 2013.